# Nahrungsergänzungsmittel

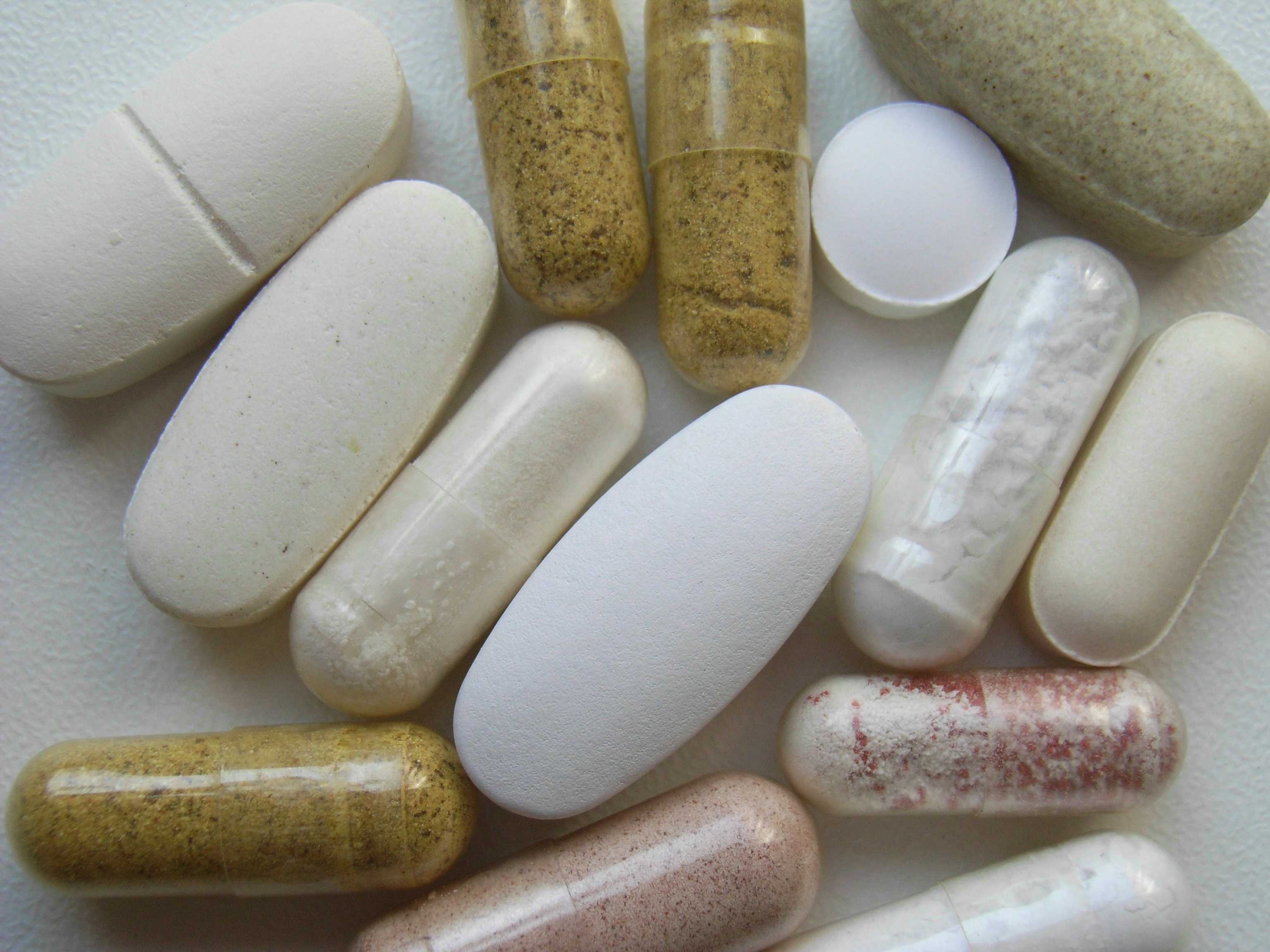
NEM als Tabletten oder Kapseln

Nahrungsergänzungsmittel (oft als NEM abgekürzt) sind Lebensmittel-Produkte, die zur ergänzenden Versorgung des menschlichen Stoffwechsels mit bestimmten Nährstoffen wie Vitaminen oder Mineralstoffen gedacht sind. Sie enthalten diese in konzentrierter und dosierter Form, weshalb sie meist in lebensmitteluntypischer Form wie Tabletten, Trinkampullen oder Kapseln angeboten werden. Dennoch unterscheiden sie sich rechtlich und in ihrem Zweck deutlich von Arzneimitteln. So dürfen sie weder gesundheitlich unerwünschte Wirkungen haben noch damit beworben werden, Krankheiten zu heilen oder zu lindern.

## Definition
Rechtlich ist diese Produktgruppe im EU-Recht durch die Richtlinie 2002/46/EG geregelt. Dabei sind insbesondere die zulässigen Mineralstoffe und Vitamine vorgegeben. In der hierauf basierenden Verordnung über Nahrungsergänzungsmittel (Nahrungsergänzungsmittelverordnung – NemV) ist ein Nahrungsergänzungsmittel:
„ein Lebensmittel, das
1. dazu bestimmt ist, die allgemeine Ernährung zu ergänzen,
2. ein Konzentrat von Nährstoffen oder sonstigen Stoffen mit ernährungsspezifischer oder physiologischer Wirkung allein oder in Zusammensetzung darstellt und
3. in dosierter Form, insbesondere in Form von Kapseln, Pastillen, Tabletten, Pillen, Brausetabletten und anderen ähnlichen Darreichungsformen, Pulverbeutel, Flüssigampullen, Flaschen mit Tropfeinsätzen und ähnlichen Darreichungsformen von Flüssigkeiten und Pulvern zur Aufnahme in abgemessenen kleinen Mengen in den Verkehr gebracht wird.“

Da sie rechtlich zu den Lebensmitteln gehören, fallen sie in Deutschland unter die Regelungen des Lebensmittel- und Futtergesetzbuchs (LFGB). Die erlaubten Vitamine und Mineralstoffe waren in Anlage 1 und 2 der Nahrungsergänzungsmittelverordnung (NemV) aus dem Jahr 2004 aufgeführt. Seit der Gesetzesänderung vom 23. Oktober 2013 wird in § 3 „Zugelassene Stoffe“ auf die Anhänge I und II der Richtlinie 2002/46/EG jeweils in der am 5. Dezember 2011 geltenden Fassung verwiesen. Als weitere Inhaltsstoffe sind sonst ausschließlich lebensmittelspezifische Rohstoffe gemäß LFGB und Novel-Food-Verordnung zugelassen.
Nahrungsergänzungsmittel sind als Nichtarzneimittel – mit wenigen Ausnahmen – von der Erstattung durch die gesetzliche Krankenversicherung (GKV) ausgeschlossen. Das Landessozialgericht Niedersachsen-Bremen bestätigte dies in einem Urteil zur GKV-Kostenübernahme, die eine Patientin für ein Enzymsubstitut einklagen wollte.
In den USA werden Nahrungsergänzungsmittel von der FDA nach dem Federal Food, Drug, and Cosmetic Act reguliert.

## Inhaltsstoffe
Zusammensetzung und Zweckbestimmung unterscheiden sich je nach Herkunftsregion deutlich. In den USA sind beispielsweise viele Produkte als Nahrungsergänzungsmittel erhältlich, die nach deutschem Recht zu den Arzneimitteln zählen würden. Nahrungsergänzungen dürfen in Deutschland keinen therapeutischen Nutzen erfüllen.
In Deutschland typische Inhaltsstoffe sind Mineralstoffe, Vitamine und Antioxidantien, wobei Überdosierungen in einzelnen Fällen (z. B. von Vitamin A) auch schädlich sein können. Für alle anderen Zutaten (z. B. Anthocyane, Coenzym Q10, Kreatin, L-Carnitin, Phytoöstrogene) war es bisher wissenschaftlich nicht möglich, den Bedarf oder Nutzen einer Übersättigung zu belegen. Einige dieser Substanzen erfüllen zum Teil zwar wichtige Funktionen im menschlichen Stoffwechsel, werden aber im Gegensatz zu echten Vitaminen in ausreichender Menge im Körper gebildet. Sie sind daher vitaminähnlich und werden als Vitaminoide oder populärwissenschaftlich auch als Pseudovitamine bezeichnet. Hierzu gehören u. a. Carnitin, Inositol und Cholin.
Eine andere Gruppe bilden die sekundären Pflanzenstoffe wie Amygdalin (Lätril) und Chlorophyll. Diese von Pflanzen produzierten Verbindungen spielen im menschlichen Organismus keine überlebenswichtige Rolle oder sind wie Amygdalin gar als schädlich anzusehen. Mehrere Studien weisen einigen sekundären Pflanzenstoffen jedoch bestimmte gesundheitsfördernde Eigenschaften nach. Einen Sonderfall unter den sekundären Pflanzenstoffen stellen die Flavonoide dar: Dies sind sekundäre Pflanzenstoffe mit besonderer Wirkung auf die Durchlässigkeit der Gefäßwände beim Menschen. Sie werden ebenfalls zu den Vitaminoiden gezählt.
Ein großer Teil der bisher in Deutschland vermarkteten Nahrungsergänzungsmittel darf aufgrund der darin enthaltenen Inhaltsstoffe nach den Bestimmungen der NemV seit dem 31. Dezember 2009 nicht mehr in Verkehr gebracht werden. Nahrungsergänzungsmittel dürfen ab diesem Datum nur noch die in den Anlagen der NemV aufgeführten Einzelwirkstoffe enthalten. Lebensmitteltypische Inhaltsstoffe, wie Pflanzenauszüge, bleiben aber weiterhin verfügbar.

## Verwendung
Das Bundesinstitut für Risikobewertung (BfR) beurteilt Nahrungsergänzungsmittel für gesunde Personen, die sich normal ernähren, als überflüssig. Bei dieser Ernährung bekomme der Körper alle Nährstoffe, die er brauche. Eine zusätzliche Zufuhr einzelner Nährstoffe sei deshalb nicht notwendig. Eine einseitige, unausgewogene Ernährungsweise könne nicht durch den Einsatz von Nahrungsergänzungsmitteln ausgeglichen werden. Nur in bestimmten Situationen, die in Deutschland aber selten seien, könne eine gezielte Ergänzung der Nahrung mit einzelnen Nährstoffen sinnvoll sein.
Die Stiftung Warentest rät in einem Beitrag 2009 von der Einnahme von Nahrungsergänzungsmitteln ab. Insbesondere gäbe es Situationen oder Personengruppen (z. B. Raucher), bei denen die Einnahme bestimmter Nahrungsergänzungsmittel auch schädliche Wirkungen haben könne.
Die Harvard School of Public Health nennt fünf konkrete Situationen, in denen es sinnvoll sein könnte, Multivitamintabletten zu nehmen; zum Beispiel, wenn man eine strikte Diät einhält oder nur einen sehr geringen Appetit hat. Gleichzeitig nennt sie drei Situationen, in denen man keine Multivitamintabletten nehmen sollte; zum Beispiel, weil man glaubt, seine Gesundheit mit extra Vitaminen verbessern zu können. Bei älteren oder dunkelhäutigen Menschen, insbesondere im Winter in weiter vom Äquator entfernten Breitengraden rät sie zu einer Zufuhr von Vitamin D.
Die Cochrane Library untersuchte 2012 in einer Meta-Analyse 78 klinische Studien, die annähernd 300.000 Versuchspersonen umfassten, um die Auswirkungen der regelmäßigen Zufuhr von Antioxidantien (Beta-Karotin, Vitamin A, Vitamin C, Vitamin E und Selen) auf die Sterblichkeit der Studienteilnehmer festzustellen. Eine präventive Wirkung im Sinne einer Senkung der Sterblichkeit konnte dabei nicht gefunden werden. In diesem Sinne scheinen die genannten Präparate also nutzlos zu sein. Dagegen erhöhte die regelmäßige Zufuhr von Beta-Karotin, Vitamin E und möglicherweise Vitamin A die Sterblichkeit statistisch signifikant um 3 % bis 4 % (nicht jedoch die Einnahme von Vitamin C oder Selen). Hier ist also sogar von einer tendenziell schädlichen Langzeitwirkung auszugehen.
Eine Studie von 2013 zeigte, dass in Süddeutschland zu viele ältere Menschen Nahrungsmittelergänzungen in zu hohen Dosen einnehmen. Vor allem bei Magnesium und Vitamin E komme es oft zu Überdosierungen. Daten über die Einnahme dieser Nahrungsergänzungsmittel in anderen Regionen fehlen.
In einer 2017 publizierten Studie zum Nutzen von Nahrungsergänzungsmitteln werteten Forscher 49 verschiedene Studien mit 290.000 Teilnehmern aus. Im Ergebnis hatte die Einnahme von Vitamin-C-, Vitamin-D-, Vitamin-K-, Magnesium-, Selen- oder Zink-Präparaten ebenso wie Omega-3-Fettsäure-Kapseln weder einen positiven Einfluss auf die Vermeidung von Krankheiten wie Krebs oder Herz-Kreislauf-Leiden noch bewirkte sie eine Lebensverlängerung.
Auch eine 2019 veröffentlichte Studie aus den USA mit 30.900 Teilnehmern liefert ähnliche Ergebnisse. Es wurden die Mortalität aus allen Gründen, Herz-Kreislauf-Erkrankungen und Krebserkrankungen in Verbindung mit der 30-tägigen Einnahme von Nahrungsergänzungsmitteln untersucht. Die Einnahme von Nahrungsergänzungsmitteln konnte nicht in Verbindung mit der Sterblichkeit gesetzt werden. Jedoch war eine erhöhte Kalziumaufnahme mit einem erhöhten Krebsrisiko verbunden.
2024 zeigte eine Studie über drei prospektive Kohorten ein ähnliches Ergebnis: auch hier bewirkte die Einnahme eines Multivitaminpräperats keine Lebensverlängerung.

### Risikogruppen mit erhöhtem Nährstoffbedarf
Laut der Deutschen Gesellschaft für Ernährung (DGE) gibt es Risikogruppen innerhalb der Bevölkerung, für die eine Nährstoffsupplementierung sinnvoll sein kann: Schwangere und Stillende haben einen erhöhten Nährstoffbedarf insbesondere Eisen und Jod betreffend, Frauen, die schwanger werden wollen, sollten ergänzend Folsäure einnehmen. Vitamin D kommt in Frage für Menschen, die sich wenig oder gar nicht bei Sonnenschein im Freien aufhalten oder ihre Haut nicht der Sonne aussetzen. Veganismus erfordert die Supplementierung von Vitamin B12. Leistungssportler könnten den sportartspezifischen Energie- und Nährstoffbedarf durch eine an Trainings- und Wettkampfbelastungen angepasste Ernährung decken, dennoch sei die Einnahme von Nahrungsergänzungsmitteln (NEM) im Spitzensport weit verbreitet.
Der Verband für Unabhängige Gesundheitsberatung (UGB) nennt Situationen, in denen der Nährstoffbedarf erhöht sein könne: etwa wenn besondere körperliche Belastungen oder chronische Erkrankungen vorliegen oder die Einnahme von Medikamenten den Nährstoffbedarf erhöht. Bestimmte Gruppen wie Schwangere, Stillende oder Leistungssportler haben einen erhöhten Nährstoffbedarf. Senioren nähmen durch körperliche Veränderungen und psychosoziale Faktoren häufig nicht ausreichend Nährstoffe auf. Für bestimmte Risikogruppen könne eine erhöhte Nährstoffaufnahme zudem aus präventiver Sicht sinnvoll sein.

### NEM als Dopingrisiko im Leistungssport
Eine internationale vom IOC geförderte Studie des Instituts für Biochemie an der Deutschen Sporthochschule Köln im Jahr 2004 ergab, dass etwa 15 Prozent der in 13 verschiedenen Ländern erworbenen Nahrungsergänzungsmittel Anabolika enthielten, die nicht auf der Packung angegeben waren. In Deutschland enthielten ca. 11 Prozent der getesteten Nahrungsergänzungsmittel verbotene Anabolika. Getestet worden war auf elf anabol-androgene Steroide.
Bei den Anabolika handelte es sich wahrscheinlich um Verunreinigungen, die durch Fehler im Produktionsprozess unbeabsichtigt in die Produkte gelangten und keinen Dopingeffekt haben, aber unabsichtlich zu positiven Dopingbefunden führen können. Dies stellt sowohl Sportler, hier vor allem Leistungssportler, aber auch Hersteller von Nahrungsergänzungsmitteln vor ein Problem. Die so genannte Kölner Liste des Olympiastützpunktes Köln-Bonn-Leverkusen bietet eine Orientierungshilfe hinsichtlich geeigneter Präparate, die ein minimiertes Risiko für eine Kontamination mit Dopingsubstanzen aufweisen.

### Nahrungsergänzungsmittel für Kinder
Die Stiftung Warentest veröffentlichte im Juni 2008 die Ergebnisse eines Tests von 23 Nahrungsergänzungsmitteln für Kinder und hielt fest, dass Nahrungsergänzungsmittel für Kinder „bestenfalls überflüssig“ seien. Sehr wenige waren lediglich „mit Einschränkung geeignet“. Der Großteil der Produkte war für Kinder „nicht geeignet“, sondern stark überdosiert mit potenziell schädlicher Wirkung. Dies ist in Übereinstimmung mit Ergebnissen jüngerer Markt-Checks von Verbraucherschutzorganisationen. Einen richtigen Nährstoffmangel gibt es bei Kindern nur selten. Die Deutsche Gesellschaft für Ernährung (DGE) sieht eine Supplementierung nur in besonderen Fällen – bei diagnostizierter Mangelversorgung durch bestimmte Ernährungsformen – und in Kombination mit Ernährungsberatung als gerechtfertigt an.

## Rechtslage auf EU-Ebene

### Werbeaussagen
Werbeaussagen und -versprechungen über Nahrungsergänzungsmittel werden durch die Richtlinie 2002/46/EG geregelt. Durch diese Verordnung – die Rechtsvorschriften für Nahrungsergänzungsmittel innerhalb der EU angleicht – wird festgelegt, dass keinerlei werbliche Aussagen gemacht werden dürfen, dass Nahrungsergänzungsmittel der Verhütung, Behandlung oder Heilung einer Erkrankung dienen. Auch darf nicht suggeriert werden, dass bei einer ausgewogenen, abwechslungsreichen Ernährung die Zufuhr von angemessenen Nährstoffmengen nicht möglich sei. Angegeben werden müssen die enthaltenen Nährstoffe oder sonstigen Stoffe, eine empfohlene Mindest- und Höchstmengen und eine empfohlene tägliche Verzehrmenge. Daneben müssen Warnhinweise vorhanden sein, dass die empfohlene Dosis nicht überschritten werden soll und das Produkt außerhalb der Reichweite von kleinen Kindern aufzubewahren ist.
Die Verordnung (EG) Nr. 1924/2006 (Health Claims) regelt, dass in der EU nur evidenzbasierte gesundheitsbezogene Aussagen zu einem Nahrungsergänzungsmittel verwendet werden dürfen. Gesundheitsbezogene Angaben, die nicht zugelassen sind, sind – wie für andere Lebensmittel auch – nicht zulässig. Die Europäische Kommission hat im Mai 2012 eine Liste mit zulässigen gesundheitsbezogenen Werbeaussagen für Lebensmittel (Health Claims) verabschiedet, die in einem Gemeinschaftsregister der EU einsehbar sind. Die Werbeaussage „Vitamin B6 trägt zu einer normalen Funktion des Immunsystems bei“ ist beispielsweise zulässig, da sie im Register auftaucht.
Grundsätzlich dienen gesundheitsbezogene Angaben bei Nahrungsergänzungsmitteln dazu, den Absatz zu steigern, den Kunden zu einem regelmäßigen Konsum zu animieren. Sie signalisieren dem Kunden (je nach Formulierung, Absender und Rezipient machen sie dies auch glaubwürdig), dass der Verzehr des Produktes ihm gesundheitliche Vorteile bringt. Das OLG Frankfurt entschied am 10. Oktober 2011 „Zur Frage, unter welchen Voraussetzungen gesundheitsbezogene Angaben über Lebensmittel (hier: Pilzextrakt) mit der Health-Verordnung vereinbar sind, insbesondere über die erforderliche wissenschaftliche Absicherung ihrer Wirkung verfügen.“ Es hat entschieden, dass gesundheitsbezogene Angaben unzulässig und damit auch wettbewerbswidrig sind, wenn sie nicht sämtliche Anforderungen der Health-Claims-Verordnung erfüllen. Das OLG Düsseldorf hatte 2010 nicht ganz so klar entschieden und einige strittige Aussagen noch „durchgewunken“. Das OLG Zweibrücken hat durch Beschluss vom 2. Juli 2010 bestätigt, dass gesundheitsbezogene Angaben dem Kunden nachgewiesen werden müssen, was nur durch ‚allgemein anerkannte wissenschaftliche Erkenntnisse‘ geschehen kann.

### Höchstmengenregelung
Als Lebensmittel sind NEMs im europäischen Recht ein wenig regulierter Marktbereich im Gegensatz zu den streng regulierten Arzneimitteln. Um einen Missbrauch in Form einer Überdosierung abzuwenden (beispielsweise bei Vitamin D oder Magnesium), ist eine Höchstmengenregelung für NEMs auf EU-Ebene geplant.